# Bitwa pod Arsuf
Bitwa pod Arsuf – starcie zbrojne mające miejsce 7 września 1191 podczas III wyprawy krzyżowej pomiędzy wojskami chrześcijańskimi pod wodzą króla Ryszarda Lwie Serce a wojskami muzułmańskimi sułtana Saladyna.

## Podłoże
W 1187 roku Jerozolima została zdobyta przez muzułmanów pod wodzą Saladyna, a najświętsza relikwia chrześcijan - Ułamek Prawdziwego Krzyża – dostała się w ich ręce po bitwie pod Hattin. Papież Klemens III wezwał do krucjaty, która miała odzyskać relikwie. Pierwszy na wezwanie odpowiedział cesarz Fryderyk Barbarossa, zmarł jednak w trakcie drogi do Jerozolimy w 1189 r. Po nim na papieskie wezwanie odpowiedzieli król Anglii Ryszard I Lwie Serce oraz król Francji Filip II August. Po zdobyciu Akki na rozkaz Ryszarda Lwie Serce (który stanął na czele krzyżowców) wymordowano 2500 jeńców, wśród których oprócz żołnierzy były kobiety i dzieci. Ten barbarzyński wyczyn wstrząsnął nawet muzułmanami.

## Bitwa
Krzyżowcy w sile 14 tys. ludzi posuwali się powoli drogą przybrzeżną, mając za sobą oddziały Saladyna. Saraceni atakowali posuwające się tabory chrześcijan, chcąc sprowokować ich do bitwy. Doszło do kilku utarczek, jednak król angielski unikał konfrontacji.
7 września 1191 roku Saladyn zdecydował się na ostateczny atak kilka kilometrów na północ od Arsuf. Ryszard ustawił swoją armię tyłem do morza. Przed rycerstwem na koniach rozstawił piechotę i łuczników, na prawej flance stali templariusze, a na lewej joannici - najsłynniejsze zakony rycerskie. Pomiędzy nimi stanęli rycerze francuscy i flamandzcy.
Saraceni poszli do natarcia przed południem, na chrześcijan ruszyły falowe ataki lekkozbrojnej piechoty afrykańskiej i beduińskiej, które nie wyrządziły chrześcijanom większych szkód. Następnie na Europejczyków uderzyła kawaleria turecka uzbrojona w szable i topory. Najsilniej muzułmanie uderzyli na szpitalników i oddziały Franków, te jednak nie ustąpiły z pola. Za każdym razem Ryszard ustawiał w szyku swoich łuczników, którzy zasypywali przeciwnika gradem strzał. W końcu szpitalnicy nie wytrzymali i wykonali atak bez zgody króla. Za nimi poszły kolejne oddziały. Wtedy Ryszardowi udało się zaprowadzić ład w szeregach chrześcijan, którzy przypuścili szarżę na muzułmanów. Wojownicy Saladyna nie wytrzymali dobrze skoordynowanego ataku konnicy i rzucili się do ucieczki. W bitwie poległo około 7 tys. muzułmanów (w tym co najmniej 32 emirów) i 700 krzyżowców, a bitwa była wielkim zwycięstwem moralnym i, w mniejszym stopniu, militarnym chrześcijan.

## Skutki
Zwycięstwo pod Arsuf, jedynej dużej bitwie trzeciej krucjaty, przyczyniło się do zawarcia traktatu z Saladynem i przywróciło chrześcijanom swobodny dostęp do licznych miejsc kultu w Ziemi Świętej.